# Sèishas
Sèishas (en francès Seyches) és un municipi francès situat al departament d'Òlt i Garona i a la regió de la Nova Aquitània.

## Demografia
| 1962                                       | 1968  | 1975 | 1982 | 1990  | 1999 | 2007 |
| ------------------------------------------ | ----- | ---- | ---- | ----- | ---- | ---- |
| 1.015                                      | 1.023 | 953  | 990  | 1.021 | 869  | 977  |
| Des de 1962: població sense dobles comptes |       |      |      |       |      |      |

## Administració
| Període | Identitat      | Partit |
| ------- | -------------- | ------ |
| 1997-   | Jean Boufferon |        |